# Boulaye Dia
Boulaye Dia (Oyonnax, 16 de novembro de 1996) é um futebolista que joga como atacante na Lazio, emprestado pela Salernitana e na seleção de Senegal.

## Carreira
Assinou um contrato profissional com o Stade de Reims em 16 de julho de 2018, após uma temporada de estreia de sucesso no Jura Sud Foot, onde marcou 15 gols em 21 jogos. Ele fez sua estreia profissional com Reims em um empate por 1-1 contra o Angers em 20 de outubro de 2018.

### Villarreal
Em 13 de julho de 2021, o Villarreal anunciou a assinatura do contrato de cinco anos vindo do Reims. Em sua primeira estreia oficial pelo Villareal, que foi contra o Chelsea na Supercopa da UEFA de 2021 ele recebeu muitos elogios por sua bela exibição.

#### Empréstimo para a Salernitana
Em 18 de agosto de 2022, mudou-se para o Salernitana, da Série A, por empréstimo por um ano, com cláusula de rescisão.

### Salernitana
Em 30 de junho de 2023, Dia foi comprada pela Salernitana por 12 milhões de euros.

#### Empréstimo para a Lazio
No dia 17 de agosto de 2024, Dia assinou com a Lazio um empréstimo de dois anos com obrigação de compra caso certas condições fossem atendidas.

## Seleção Senegalesa
Nascido na França, é descendente de senegaleses. Ele foi convocado para representar a seleção do Senegal em 1º de outubro de 2020. Ele jogou pela primeira vez pelo Senegal em uma derrota amistosa por 3-1 para o Marrocos em 9 de outubro de 2020.
| Seleção | Ano   | Partidas | Gols |
| ------- | ----- | -------- | ---- |
| Senegal | 2020  | 3        | 0    |
| Senegal | 2021  | 6        | 1    |
| Senegal | 2022  | 14       | 3    |
| Senegal | 2023  | 2        | 2    |
| Total   | Total | 25       | 6    |

| Nº | Data                   | Local                                                        | Oponente   | Placar | Resultado | Competição                                   |
| -- | ---------------------- | ------------------------------------------------------------ | ---------- | ------ | --------- | -------------------------------------------- |
| 1. | 7 de setembro de 2021  | Stade Alphonse Massemba-Débat, Brazavile, República do Congo | Congo      | 1–0    | 3–1       | Elim. Copa do Mundo FIFA de 2022             |
| 2. | 29 de março de 2022    | Estádio Olímpico de Diamniadio, Dacar, Senegal               | Egito      | 1–0    | 1–0       | Elim. Copa do Mundo FIFA de 2022             |
| 3. | 24 de setembro de 2022 | Stade de la Source, Orléans, França                          | Bolívia    | 1–0    | 2–0       | Amistoso                                     |
| 4. | 25 de novembro de 2022 | Estádio Al Thumama, Doha, Catar                              | Catar      | 1–0    | 3–1       | Copa do Mundo FIFA de 2022                   |
| 5. | 24 de março de 2023    | Estádio Olímpico de Diamniadio, Dacar, Senegal               | Moçambique | 4–0    | 5–1       | Elim. Campeonato Africano das Nações de 2023 |
| 6. | 28 de março de 2023    | Estádio Nacional do Zimpeto, Maputo, Moçambique              | Moçambique | 1–0    | 1–0       | Elim. Campeonato Africano das Nações de 2023 |

## Títulos
Senegal
- Campeonato Africano das Nações: 2021